# Andreas Cellarius (Theologe)
Andreas Cellarius auch Andreas Keller (* 1503 in Rottenburg am Neckar; † 18. September 1562 in Wildberg) war ein deutscher evangelischer Theologe und württembergischer Reformator.

## Leben und Wirken
Über seinen Werdegang vor seinem Auftreten als Prediger in seiner Vaterstadt im Frühjahr 1524 ist nichts bekannt. Da das Land von Österreichern besetzt war, war Cellarius in Württemberg gefährdet. Er ging ins Elsass. In Wasselnheim bei Straßburg verfasste er seinen inzwischen verschollenen Katechismus »Bericht der Kinder zu Wavelheim, in Frag und Antwort gestellt«. Als die Reformation in Württemberg durchgeführt wurde, ist Cellarius als Pfarrer nach Wildberg (Schwarzwald) geholt worden. 
Die Straßburger wollten ihn 1542 zurückholen, aber die Württembergische Kirche ließ ihn nicht gehen. In den folgenden Jahren brauchte man seinen Rat in Fragen des Konzils, später auch bei der Abfassung der Confessio Virtembergica von 1551. Neben seinem pfarramtlichen Dienst befasste er sich in den letzten Jahren mit Übersetzungen.